# 荆门府
荆门府，中国元朝时短暂的设置一个府。
五代十国荆南改荆门县设置荆门军。元朝至元十四年（1277年）改为荆门府，治所在当阳县（今湖北省当阳市）。至元十五年（1278年），改治所为长林县（今湖北省荆门市），降为荆门州。清朝乾隆年间改为荆门直隶州。1912年废除荆门州。